# Reflektor (album)
Reflektor – czwarty album zespołu Arcade Fire, wydany w 2013 roku.

## Lista utworów

### CD 1
1. "Reflektor" - 7:33
2. "We Exist" - 5:43
3. "Flashbulb Eyes" - 2:42
4. "Here Comes The Night Time" - 6:30
5. "Normal Person" - 4:22
6. "You Already Know" - 3:59
7. "Joan of Arc" - 5:26

### CD 2
1. "Here Comes The Night Time II" - 2:52
2. "Awful Sound (Oh Eurydice)" - 6:13
3. "It’s Never Over (Oh Orpheus)" - 6:42
4. "Porno" - 6:02
5. "Afterlife" - 5:52
6. "Supersymmetry" - 11:16